# アラン・ウィリアムズ
アラン・ウィリアムズ（Alan Williams、1987年12月11日 - ）は、ベルギーのラグビーユニオン選手。

## プロフィール
- ベルギー出身[1]。
- ポジションはフルバック(FB)。
- 身長 186cm、体重 115kg
- ベルギー代表キャップは64（2020年8月現在）[2]。
- 7人制ベルギー代表に選ばれたことがある。

## 略歴
モンリュソン、USコニャックを経て、2017年、ソイニーズに加入。